# Abraham Storck
Abraham Storck (født 1644 i Amsterdam, død 1708 sammesteds) var en nederlandsk landskabs- og marinemaler.
Abraham Storch blev født i en kunstnerfamilie i Amsterdam, idet hans fader og tre af hans brødre var malere. Han uddannede sig hos sin fader, arbejdede sammen med ham og blev medlem af Sankt Lukasgildet i Amsterdam. Han anvendte navnet Sturckenburch til 1688.
Han blev påvirket af Ludolf Bakhuizen, Willem van de Velde den yngre og Jan Abrahamsz Beerstraaten.
I 1694 giftede han sig med Neeltje Pieters van Meyservelt, en enke efter en læge.